# Cântă cucu-n Bucovina

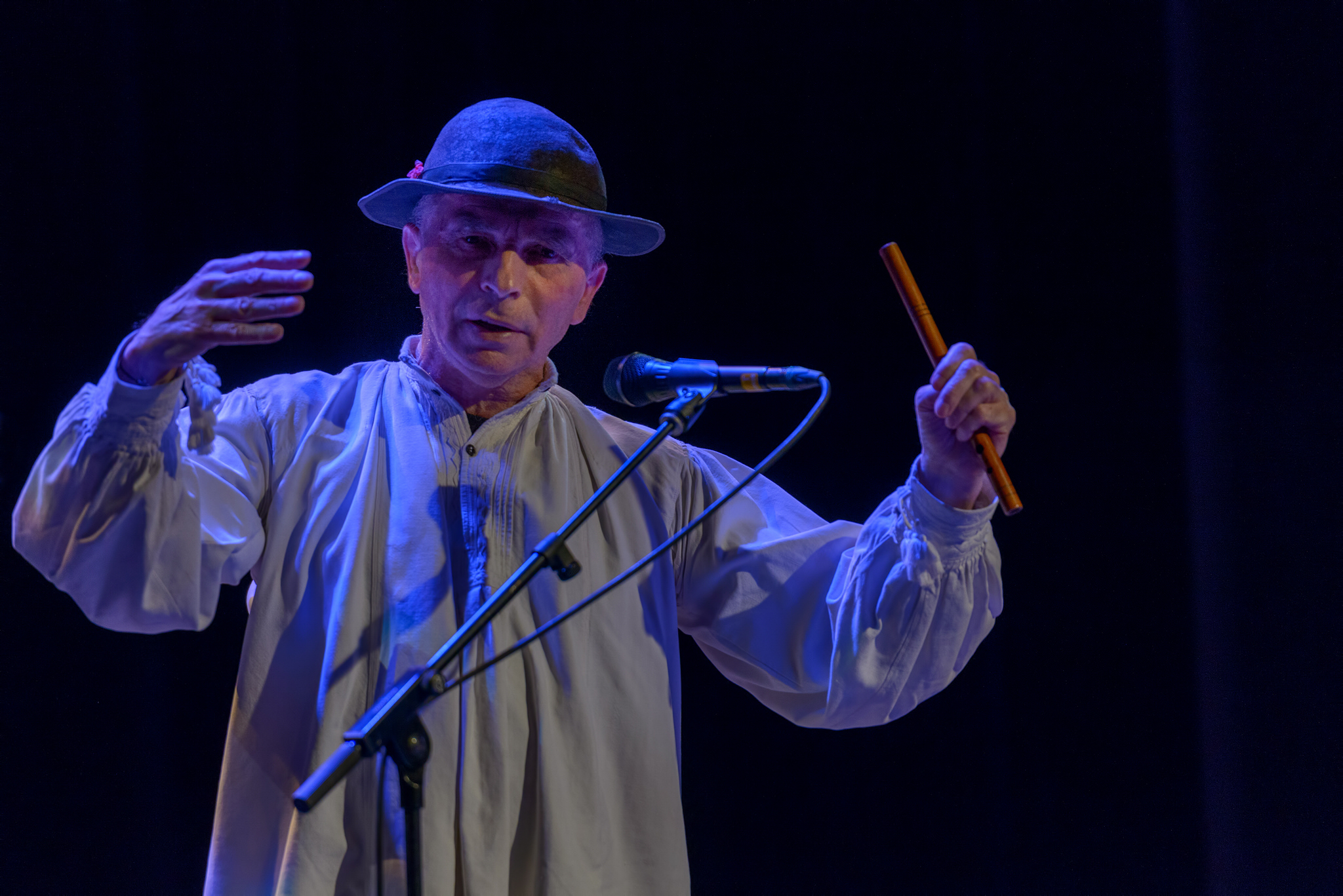
Grigore Lese

Cântă cucu-n Bucovina („Der Kuckuck singt in der Bukowina“), auch Cântă cucul bată-lvina, Cântec pentru Bucovina, Bucovina plai cu flori, ist ein folkloristisches Lied aus der Region Bukowina, das der rumänischsprachige Dichter Constantin Mandicevschi 1904 veröffentlichte. Die Melodie ist eine Adaption eines Trauerliedes aus der Bukowina. Mandicevschi schrieb den Text im Auftrag der rumänischen Minister Spiru Haret und Nicolae Iorga anlässlich der Gedenkfeierlichkeiten zum 400. Todestag von Stefan dem Großen in Putna. 1943 entdeckte das Lied der rumänische Folkloresänger und Geiger Vasile Mucea in der Gegend von Storojineţ wieder. In einigen Versen adaptierte er das Original mit Bezug auf die Annexion der nördlichen Bukowina. Die Volksweise erlangte in ganz Rumänien Berühmt- und Beliebtheit. Cântă cucu-n Bucovina existiert in unterschiedlichen Liedtextvarianten und wurde von den Sängern Grigore Leșe, Valentina Naforniță, Verona Adams, Andra und ADDA interpretiert sowie von der Adrian Naidin Band und der Folk-Metal-Band Bucovina gecovert. Außerdem gab es im Laufe der Zeit mehrere Versionen und Remixes durch andere Künstler und DJs.

## Liedtextversionen
| Cânta cucu bată-l vina Grigore Leșe | Cântă cucu-n Bucovina Vasile Mucea | Bucovină plai cu flori Maria Iliuț |
| --- | --- | --- |
| Cânta cucu bată-l vina De răsună Bucovina Cânta cucu bată-l vina De răsună Bucovina. Cântă cucu-ntr-un brăduț De răsună-n Cernăuți. Bucovină, plai cu flori Unde-ți sunt ai tăi feciori? Bucovină, plai cu flori Unde-ți sunt ai tăi feciori? Au fost duși în altă țară Dar se-ntorc la primăvară. Au fost duși în altă țară Dar se-ntorc la primăvară Au fost duși în altă țară Dar se-ntorc la primăvară. Înapoi când or veni Tot pe tine te-or iubi. Munților cu creasta rară Nu lăsați straja să piară Munților cu creasta rară Nu lăsați straja să piară. Dacă piere straja voastră A pierit și țara noastră Dacă piere straja voastră A pierit și țara noastră. | Cânta cucu bată-l vina De răsună Bucovina Cânta cucu bată-l vina De răsună Bucovina. Cântă cucu-n tru-n brăduț De răsună-n Cernăuți, măi, măi! Cântă cucu-n tru-n brăduț De răsună-n Rădăuți, măi, măi! Cântă cucu sus pe casă, Toți feciorii stau la masă, măi, măi! Nici nu beau, nici nu manâncă, Tare-s supărați si cântă măi, măi! Cântă toți de supărare, Că au ordin de plecare, măi, măi! Bucovină, draga mea, Nu știu de te-om mai vedea măi, măi! Bucovină, plai cu flori Unde-ți sunt ai tăi feciori? măi, măi! Bucovină, plai cu flori Unde-ți sunt ai tăi feciori? măi, măi! Au fost duși în altă țară Dar se-ntorc la primăvară, Înapoi când or veni Tot pe tine te-or iubi, mai, mai! Cântă cucu-ntro grădină Dup-a noastră Bucovină, Cântă-n vârful fagului, În Codrii Cosminului mai, mai! Cântă cucu cu dor mult, Bucovină te-am pierdut, Cântă cucu-n zori pe rouă, Bucovina-i ruptă-n două, mai, mai! Munților cu creasta rară Nu lăsați straja să piară Munților cu creasta rară Nu lăsați straja să piară. Că de piere straja voastră Moare România noastră, mai, mai Că de piere straja voastră Moare România noastră, mai, mai. Munților cu creasta rară Nu lăsați straja să piară Că de piere straja voastră Moare România noastră, mai, mai. | Cântă cucul bată-l vina, De răsuna Bucovina! Cântă cucul bată-l vina, De răsuna Bucovina! Cântă cucu pe-un brăduţ, De răsună-n Cernăuţi, măi! Bucovină, plai cu flori, Unde sunt ai tăi feciori, măi? Bucovină, plai cu flori, Unde sunt ai tăi feciori, măi? Au fost duşi în altă ţară, Dar se-ntorc la primavară. Bucovină, suflet mare, Ai grijă de-a noastre mame! Bucovină, suflet mare, Ai grijă de-a noastre mame! Înapoi când vor veni – Tot pe tine te-or iubi, măi! Munţilor cu creasta rară, Nu lăsaţi straja să piară. Munţilor cu creasta rară, Nu lăsaţi straja să piară. Dacă piere straja voastră, A pierit şi ţara noastră… Taci cucule, nu cânta, Ce-mi cânți tu de jelea mea, of! |

## Zentrale geographische Begriffe in den Liedtextvarianten
- Bucovina
- Cernăuți
- Rădăuți
- Codrii Cosminului
- Romania Mare